# Myaptex hermanni
Myaptex hermanni là một loài ruồi trong họ Asilidae. Myaptex hermanni được Hull miêu tả năm 1962.